# یواس‌اس لیمپکین (ای‌ام‌سی-۴۸)
یواس‌اس لیمپکین (ای‌ام‌سی-۴۸) (به انگلیسی: USS Limpkin (AMc-48)) یک کشتی بود که طول آن ۹۷ فوت ۱ اینچ (۲۹٫۵۹ متر) بود. این کشتی در سال ۱۹۴۱ ساخته شد.

## از رده خارج شدن پس از جنگ جهانی دوم
لیمپکین در تاریخ 15 آوریل 1946 از خدمت خارج شد و از فهرست نیروی دریایی در تاریخ 1 مه 1946 خارج شد. وی در 13 ژانویه 1947 به کمیسیون دریانوردی منتقل شد. اواخر سالی که به E. W. لوییس ، از فلیتون ویرجینیا فروخته شد ، به Hiawatha تغییر نام داد. و هم اکنون به عنوان یک تریلر تجاری در خدمت است. وی بعداً به  Blue Waters تغییر نام یافت.